# Okręgowe rozgrywki w piłce nożnej woj. olsztyńskiego, elbląskiego i suwalskiego (1984/1985)
Drużyny z województwa olsztyńskiego, elbląskiego i suwalskiego występujące w ligach centralnych i makroregionalnych:
- I liga – brak
- II liga – brak
- III liga – Olimpia Elbląg, Gwardia Szczytno, Stomil Olsztyn, Mazur Ełk, Wigry Suwałki, Orlęta Reszel, Sokół Ostróda, Huragan Morąg

Rozgrywki okręgowe:
- OZPN Olsztyn:

- - Klasa okręgowa (IV poziom rozgrywkowy)
  - Klasa A - 2 grupy (V poziom rozgrywkowy)
  - Klasa B - 6 grup (VI poziom rozgrywkowy)
  - klasa C(gminna) - podział na grupy (VII poziom rozgrywkowy)

- OZPN Elbląg:

- - Klasa okręgowa (IV poziom rozgrywkowy)
  - Klasa A - 2 grupy (V poziom rozgrywkowy)
  - Klasa B - 4 grupy (VI poziom rozgrywkowy)
  - klasa C - podział na grupy (VII poziom rozgrywkowy)

- OZPN Suwałki:

- - Klasa okręgowa (IV poziom rozgrywkowy)
  - Klasa A (V poziom rozgrywkowy)
  - Klasa B (VI poziom rozgrywkowy)

## OZPN Olsztyn

### Klasa okręgowa
| Poz. | Klub                 | M  | Pkt. |
| ---- | -------------------- | -- | ---- |
| 1    | Jeziorak Iława       | 22 | 38   |
| 2    | Gwardia II Szczytno  | 22 | 32   |
| 3    | Warmia Olsztyn       | 22 | 30   |
| 4    | MZKS Nidzica         | 22 | 27   |
| 5    | Tęcza Biskupiec      | 22 | 26   |
| 6    | Stomil II Olsztyn    | 22 | 20   |
| 7    | Metalowiec Mrągowo   | 22 | 19   |
| 8    | Agrołyna Sępopol (b) | 22 | 28   |
| 9    | MZKS Korsze          | 22 | 17   |
| 10   | Kormoran Ostróda     | 22 | 16   |
| 11   | Kombinat Bezledy (b) | 22 | 15   |
| 12   | Warfama Dobre Miasto | 22 | 4    |

- Jeziorak Iława awansował do III ligi

### Klasa A

#### grupa I
| Poz. | Klub              | M  | Pkt. | Bramki |
| ---- | ----------------- | -- | ---- | ------ |
| 1    | Korona Klewki     | 18 |      |        |
|      | LZS Kozłowo       | 18 |      |        |
|      | LZS Turznica      | 18 |      |        |
|      | LZS Małdyty       | 18 |      |        |
|      | Motor Lubawa      | 18 |      |        |
|      | Ihar Bartążek     | 18 |      |        |
|      | Kormoran Bynowo   | 18 |      |        |
|      | Olimpia Olsztynek | 18 |      |        |
|      | LZS Napiwoda      | 18 |      |        |
|      | Błękitni Pasym    | 18 |      |        |

#### grupa II
| Poz. | Klub                       | M  | Pkt. | Bramki |
| ---- | -------------------------- | -- | ---- | ------ |
| 1    | Granica Kętrzyn            | 18 |      |        |
|      | Victoria Bartoszyce        | 18 |      |        |
|      | LZS Skierki                | 18 |      |        |
|      | Agrokompleks Kętrzyn       | 18 |      |        |
|      | LZS Wopławki               | 18 |      |        |
|      | LZS Kieźliny               | 18 |      |        |
|      | Cresovia Górowo Iławeckie  | 18 |      |        |
|      | Pogranicze Gaje            | 18 |      |        |
|      | Pisa Barczewo              | 18 |      |        |
|      | Polonia Lidzbark Warmiński | 18 |      |        |

### Klasa B

#### grupa I
- baraże: Jurand Grunwald

#### grupa II
- baraże: Orkan Zalewo

#### grupa III
- baraże: Łyna Nidzica

#### grupa IV
- baraże: Rytm Frąknowo

#### grupa V
- baraże: Mazury Barczewko

#### grupa VI
- baraże: LKJ Liski

- awans: Orkan Zalewo, Łyna Nidzica, Rytm Frąknowo, LKJ Liski

## OZPN Elbląg

### Klasa okręgowa
| Poz. | Klub                           | Pkt. | Bramki |
| ---- | ------------------------------ | ---- | ------ |
| ?    | Nogat Malbork                  |      |        |
| ?    | Zalew Frombork                 |      |        |
| ?    | Pogoń Gardeja                  |      |        |
| ?    | Powiśle Czernin                |      |        |
| ?    | Zatoka Braniewo (s)            |      |        |
| ?    | Barkas Tolkmicko               |      |        |
| ?    | Mlexer Elbląg                  |      |        |
| ?    | Żuławy Nowy Dwór Gdański       |      |        |
| ?    | Rodło Kwidzyn                  |      |        |
| ?    | Pogoń Prabuty                  |      |        |
| ?    | Unia Susz                      |      |        |
| ?    | Pomowiec Gronowo Elbląskie (s) |      |        |
| ?    | Skra Kończewice (b)            |      |        |
| ?    | Błękitni Orneta (b)            |      |        |

### Klasa A
- grupa I - awans: Polonia Pasłęk
- grupa II - awans: Powiśle Dzierzgoń